# MariMar (telenovela filipina de 2015)
MariMar es una serie de televisión filipina transmitida por GMA Network desde el 24 de agosto de 2015 hasta el 8 de enero de 2016. es una adaptación de la telenovela mexicana del mismo nombre Está protagonizada por Megan Young, Tom Rodríguez, Lauren Young y Jaclyn Jose. La serie es la segunda adaptación filipina de la telenovela mexicana Marimar, protagonizada originalmente por Thalía y Eduardo Capetillo.

## Elenco

### Elenco principal
- Megan Young como Marimar Pérez-Santibáñez / Bella Aldama.
- Tom Rodríguez como Sergio Santibáñez.
- Lauren Young como Antonia Santibáñez.
- Jaclyn José como Angélica Santibáñez.[1]

### Elenco secundario
- Alice Dixson como Mia Corcuera-Aldama.
- Zoren Legaspi como Don Gustavo Aldama.
- Ina Raymundo como Brenda Guillermo.
- Nova Villa como Abuela Cruz Pérez.
- Tommy Abuel como Abuelo Pancho Pérez.
- Ricardo Cepéda como Don Renato Santibáñez.
- Cris Villanueva como Padre Sito Porres.
- Carmi Martin como Tía Esperanza Aldama.
- Jaya Ramsey como Corazón.
- Candy Pangilinan como Perfecta.

### Elenco extendido
- Dion Ignacio como Nicandro.
- Frank Magalona como Franco.
- Maricris Garcia como Natalia.
- Ashley Cabrera como Cruzita.
- Princess The Dog como Fulgoso.
- Boobay como la voz de Fulgoso.
- Pekto como Eliong.
- Glenda Garcia como Gracia.
- Arny Ross como Amalia.
- Kuh Ledesma como Altagracia de Lima.